# Tuchan
Tuchan en francés, en occitano Tuishan, es una pequeña localidad y comuna francesa, situada en el departamento francés del Aude y la región de Languedoc-Roussillon. 
Sus habitantes reciben el gentilicio de Tuchanais. 

## Lugares de interés
- Castillo de Aguilar, castillo medieval considerado de los llamados castillos cátaros.

## Galería

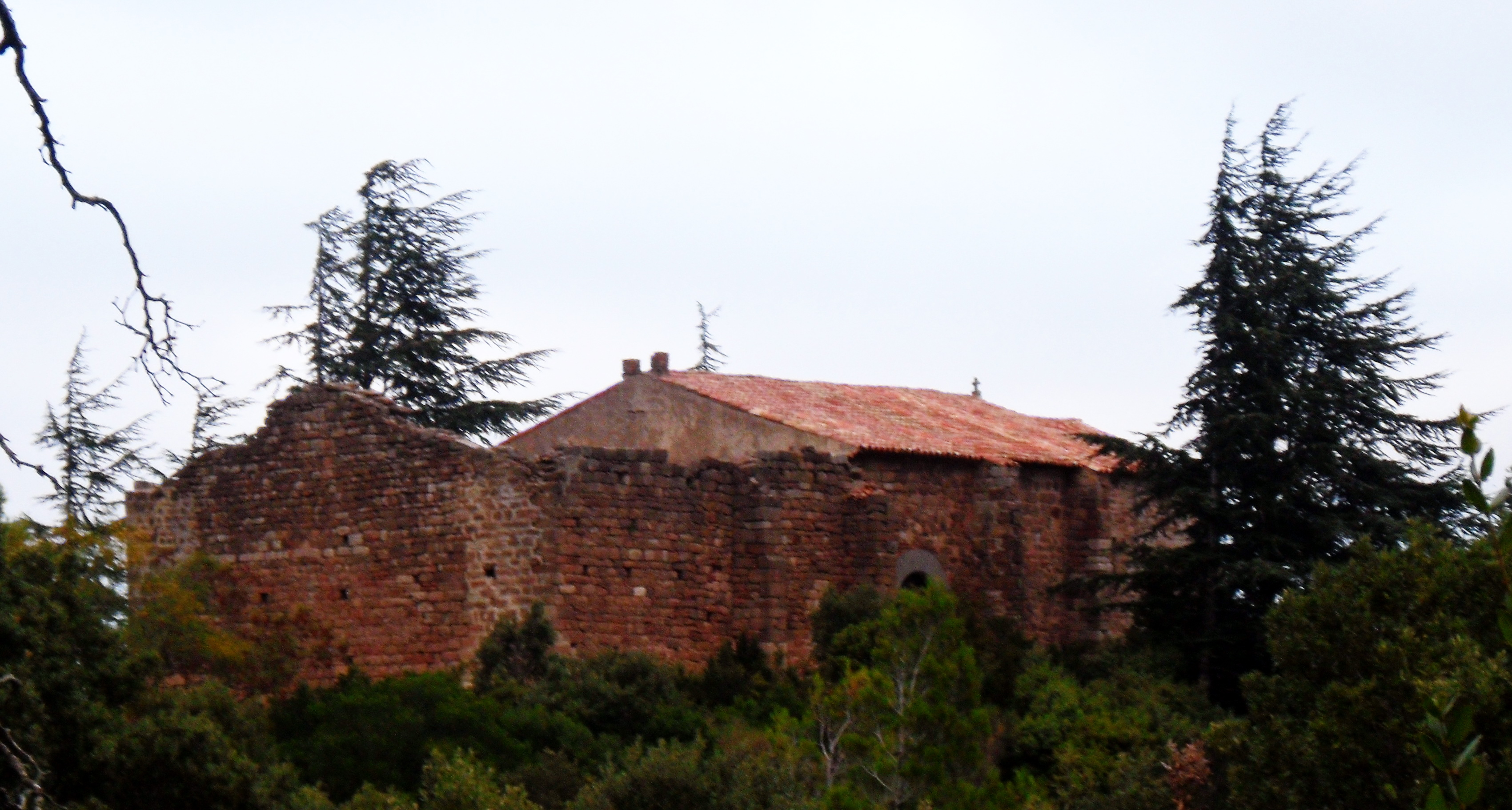
Iglesia de Notre Dame de Faste
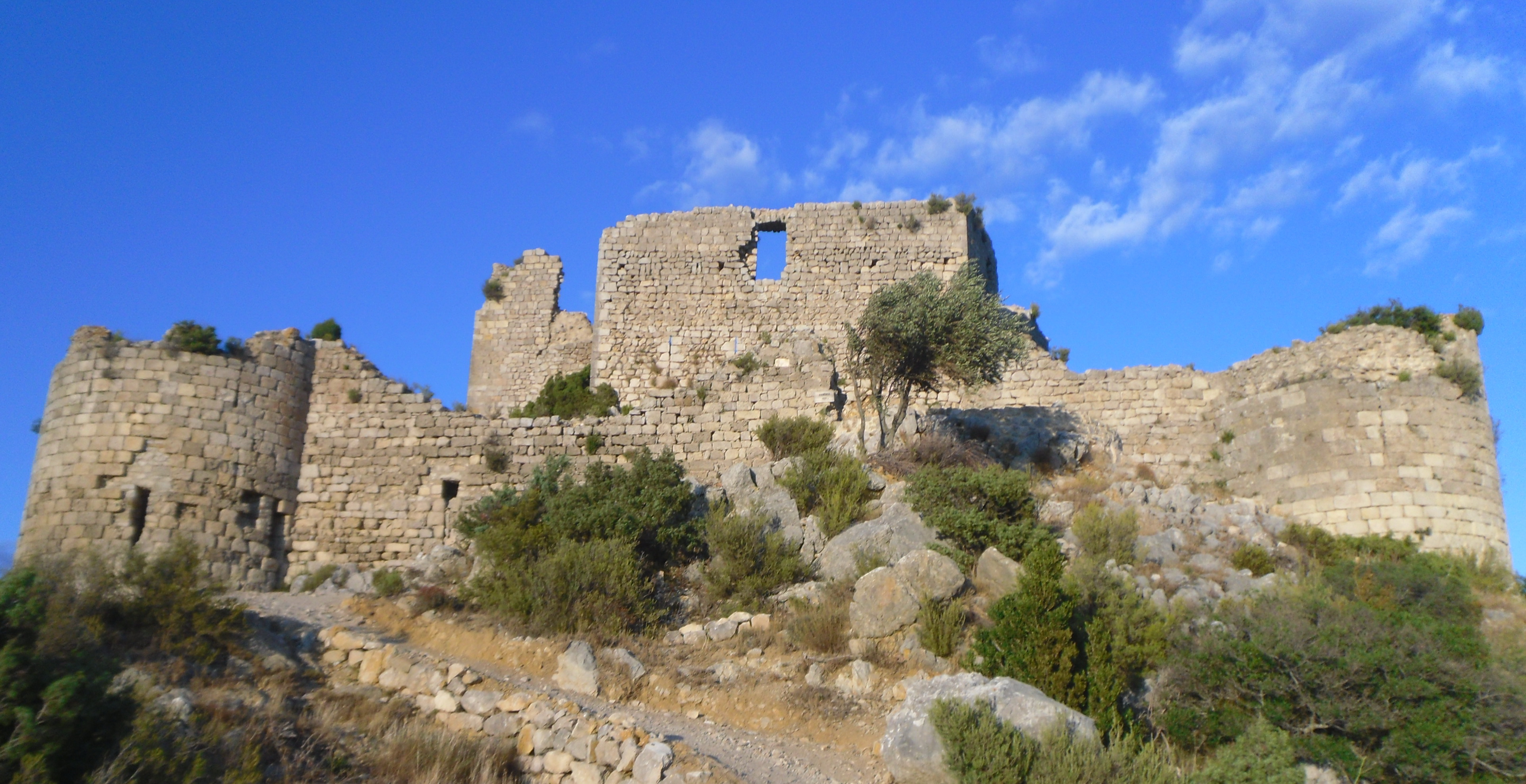
Castillo de Aguilar